# Garidech
Garidech (em occitano:  Garidèit) é uma comuna francesa na região administrativa da Occitânia, no departamento do Alto Garona. Estende-se por uma área de 7.11 km², com 1.851 habitantes, segundo o censo de 2018, com uma densidade de 260 hab/km².